# Estherville Township (Iowa)
Die Estherville Township ist eine von 12 Townships im Emmet County im Nordwesten des US-amerikanischen Bundesstaates Iowa. Das U.S. Census Bureau hat bei der Volkszählung 2020 eine Einwohnerzahl von 6264 ermittelt.

## Geografie
Die Estherville Township liegt im Nordwesten von Iowa rund 15 km südlich der Grenze zu Minnesota und wird in Nord-Süd-Richtung vom Oberlauf des Des Moines River durchflossen. Die Estherville Township liegt auf 43°23′03″ nördlicher Breite und 94°50′56″ westlicher Länge. Die Township erstreckt sich über 92,75 km².
Im Westen der Estherville Township befinden sich eine Reihe von Natur-, Erholungs- und Freizeiteinrichtungen:
- Fort Defiance State Park
- Four Mile Lake Wildlife Management Area
- Cheever Lake State Game Management Area

Die Estherville Township grenzt innerhalb des Emmet County im Norden an die Emmet Township, im Nordosten an die Ellsworth Township, im Osten an die Center Township, im Südosten an die High Lake Township und im Süden an die Twelve Mile Lake Township. Im Westen grenzt die Estherville Township an das Dickinson County.

## Verkehr
In der Estherville Township kreuzt der in Nord-Süd-Richtung verlaufende Iowa Highway 4 den Iowa Highway 9.
Innerhalb der Estherville Township treffen mehrere Bahnlinien verschiedener Bahngesellschaften zusammen.
Der knapp außerhalb der Estherville Township gelegene Estherville Municipal Airport befindet sich in der östlich benachbarten Center Township.

## Bevölkerung
Bei der Volkszählung im Jahr 2010 hatte die Township 6730 Einwohner.
Die Bevölkerung der Estherville Township konzentriert sich zum überwiegenden Teil in der Kleinstadt Estherville, die den Status „City“ hat.